# Distrito de Bruselas
El Distrito de Bruselas (en alemán: Distrikt Brüssel; en holandés: Distrikt Brussel, en francés: District Bruxelles) fue una entidad política administrativa de iure de corta duración creada por la Alemania nazi en 1944. Teóricamente, abarcaba la actual región de la capital de Bruselas, pero ya que la región había sido liberada por los Aliados en septiembre de 1944, nunca existió de facto.

## Historia
Después de la invasión por parte de Alemania en junio de 1940, Bélgica fue inicialmente puesta bajo un gobierno militar "temporal". Esto fue a pesar de que facciones más radicales dentro del gobierno alemán, como las SS, instaban a la instalación de otro gobierno civil nazi, como se había hecho en Noruega y los Países Bajos. Se unió a los dos departamentos franceses de Nord y Pas-de-Calais (incluidos por el hecho de que parte de este territorio pertenecía a la Flandes germánica, así como por el hecho de que toda la región formaba una unidad económica integral) como la Administración Militar del Norte de Francia y Bélgica (Militärverwaltung in Belgien und Nordfrankreich).
A pesar de esta actitud intransigente en ese momento, se decidió que toda la zona debía asimilarse algún día en el Tercer Reich y dividirse en tres nuevos Reichsgaue de un Gran Reich Alemán: Flandes y Brabante para los territorios flamencos y Valonia para las partes valonas. El 12 de julio de 1944, se estableció el Reichskommissariat Belgien-Nordfrankreich para lograr precisamente este objetivo, derivado de la administración militar anterior. Este paso solo se dio al final de la Segunda Guerra Mundial, cuando los ejércitos de Alemania ya estaban en plena retirada. El nuevo gobierno fue derrocado por los avances aliados en Europa Occidental en septiembre de 1944 y se restauró la autoridad del gobierno belga en el exilio. La incorporación real al estado nazi de estas nuevas provincias, por lo tanto, solo se produjo de iure y con sus líderes ya en el exilio en Alemania. El único lugar donde se logró algún beneficio notable en el restablecimiento de la autoridad del Reich ocurrió en partes del sur de Valonia durante la batalla de las Ardenas. Los colaboradores simplemente lograron una victoria pírrica desde que los tanques aliados entraron en Bélgica varios meses antes, esto ya marcó el final de sus dominios personales en el Reich. Muchos de sus partidarios huyeron a Alemania, donde fueron reclutados por las Waffen-SS para participar en las últimas campañas militares del Tercer Reich.
En diciembre de 1944, Bélgica (y, teóricamente, los dos departamentos franceses) se dividió en un Reichsgau Flandern, un Reichsgau Wallonien y el Distrikt Brüssel, todos los cuales fueron anexados nominalmente por el Gran Reich Alemán (por lo tanto excluyendo la provincia propuesta de Brabante). En Flandes, el partido DeVlag bajo la dirección de Jef van de Wiele se convirtió en el único partido político; en Valonia, el Partido Rexista bajo la dirección de Léon Degrelle. La capital bicultural de Bruselas permaneció bajo la autoridad directa del Reichskommissar Joseph Grohé, quien se desempeñó como Gauleiter efectivo sin tener realmente el título. Fue proclamada "Ciudad Libre del Reich", por lo que se le otorgó el mismo estatus que Hamburgo, Berlín y Viena, ciudades dentro de la Alemania nazi que también tenían su propio Gau.